# Disque (géométrie)
Pour les articles homonymes, voir disque.
Ne doit pas être confondu avec Cercle.

Disque.

Un disque est une figure géométrique dans un plan (ou plutôt une surface plane) formée des points situés à une distance inférieure ou égale, à une valeur donnée R d'un point O nommé centre. R est le rayon du disque. La frontière du disque est un cercle de centre O et de rayon R appelé Périmètre.
Le disque est fermé si la frontière est incluse, et ouvert si elle n'en fait pas partie.
Dans le langage courant, on appelle disque un objet plat circulaire, qui est plus exactement un cylindre de révolution d'épaisseur faible devant son rayon.

## Définition
En coordonnées cartésiennes, le disque ouvert de centre {\displaystyle (a,b)} et de rayon R est défini par la formule
{\displaystyle D=\{(x,y)\in {\mathbb {R} ^{2}}:(x-a)^{2}+(y-b)^{2}<R^{2}\}}
tandis que le disque fermé de même centre et de même rayon est donné par
{\displaystyle {\overline {D}}=\{(x,y)\in {\mathbb {R} ^{2}}:(x-a)^{2}+(y-b)^{2}\leq R^{2}\}.}

## Mesures
L'aire d'un disque de rayon r est égale à πr2.
L'aire d'un secteur circulaire de ce disque est proportionnelle à l'angle α qui le tend ; si cet angle est exprimé en radians (un tour complet correspond à 2π radians) l'aire du secteur vaut donc
L'aire d'un segment circulaire sous-tendu par un angle α (superficie délimitée par la corde et l'arc sous-tendus par cet angle) est égale à (α - sin(α)) r2/2.
Le périmètre d'un disque de rayon r est égal à {\displaystyle 2\pi r}.
Le disque est la réponse à la question isopérimétrique dans le plan euclidien, c'est-à-dire que pour un périmètre donné, le disque est la figure qui possède la plus grande surface.